# 長谷川伸
長谷川 伸（はせがわ しん、1884年（明治17年）3月15日 - 1963年（昭和38年）6月11日）は、日本の小説家、劇作家。本名は長谷川 伸二郎（はせがわ しんじろう）。使用した筆名には他にも山野 芋作（やまの いもさく）と長谷川 芋生（はせがわ いもお）があり、またそのほか春風楼、浜の里人、漫々亭、冷々亭、冷々亭主人などを号している（筆名が多いのは新聞記者時代の副業ゆえ名を秘したためである）。
大衆文芸作家であり、人情の機微に通じ、股旅物の作者として知られた。「股旅物」というジャンルを開発したのはこの長谷川であり、作中できられる「仁義」は実家が没落して若い頃に人夫ぐらしをしていた際に覚えたものをモデルにしたという。

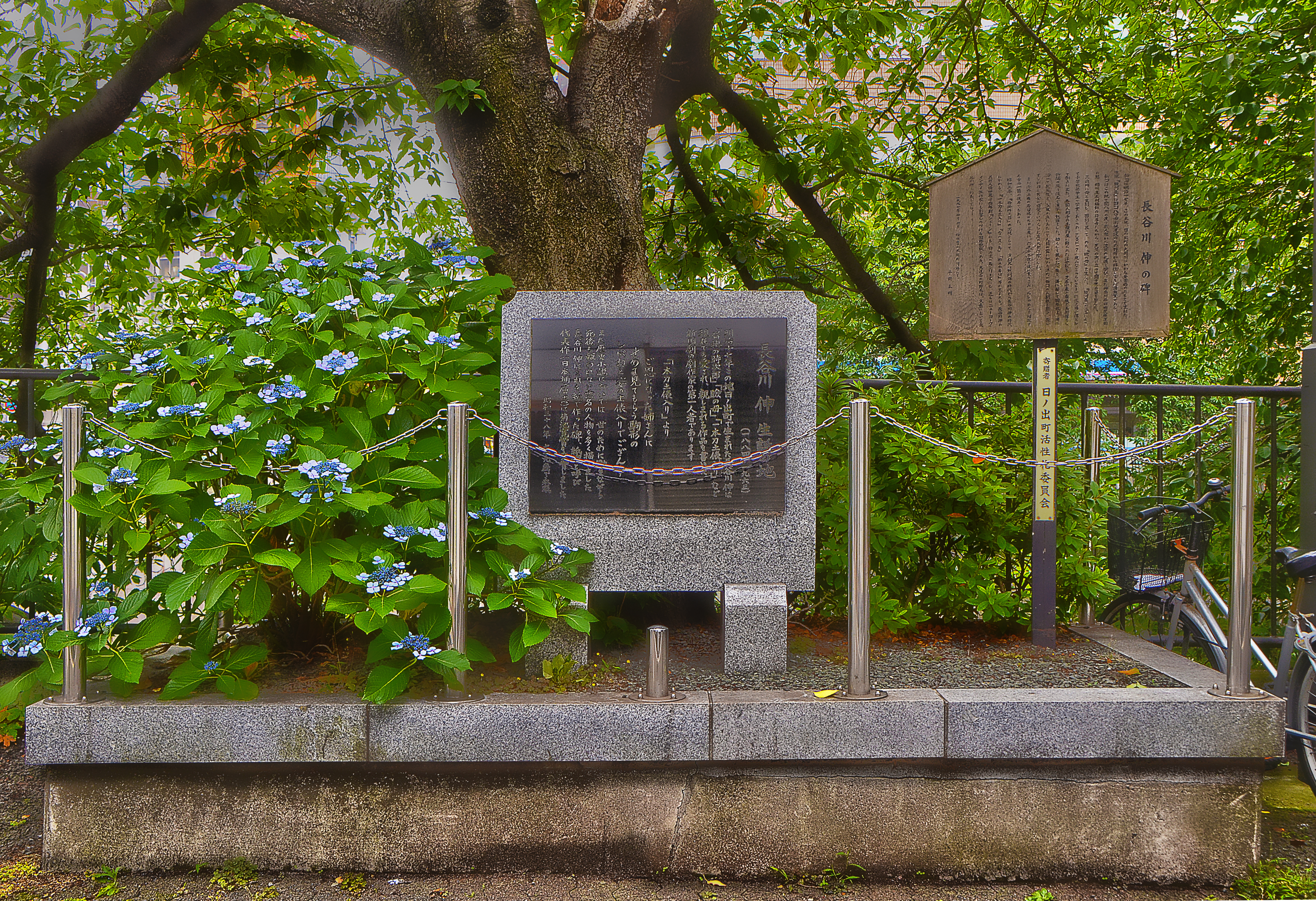
長谷川伸生誕地の碑（横浜市）

## 略歴
神奈川県横浜市（日ノ出町）の土木請負業の家に生れる。長谷川寅之助の二男。三谷隆正、三谷隆信の異父兄。実母は横浜市泉区の出身だが、夫の暴力・放蕩が原因で、伸が3歳のとき家を出る。後年『瞼の母』の主題となる母との再会を果たした。
実家が没落したため小学校3年生で中退して船渠勤め等に従事。品川の遊郭で出前持ちをするなど住み込みの走り使いや水撒き人足として働く間に、港に落ちている新聞のルビを読んでは漢字を覚えた。大工や石屋の見習いなどを経たあと、体より頭を使う仕事をしたいと、好きだった芝居の評を新聞社に投稿し、それが縁で1903年（明治36年）にその新聞社の雑用係として入社。その後、英字新聞ジャパン・ガゼットに移る。1905年（明治38年）に千葉県国府台の騎砲兵第一連隊に入営する。そのときの中隊長が、のちの陸軍大臣となる畑俊六大尉だった。
除隊後、横浜毎朝新報社に入社。たまたま警察回りの記者が辞めたため、事件・事故の記事担当となり、他社の記者が書いた記事を集めては真似をして記事の書き方を学ぶ。都新聞の劇評家・伊原青々園に手紙を書いたところ、まったく見ず知らずであったが、伊原の口ききで1911年（明治44年）から都新聞社の演芸欄を担当する記者となる。長谷川はしばしば劇評を演劇雑誌などに投稿しており、伊原はその名前を覚えていたという。出社の際に履いていく袴がなく、知人に借りうけるため、出社日を1日伸ばしてもらう。入社後、まわりの記者の知識に圧倒され、毎日辞めたいと考えていたが、それは彼らが東京の地理や事情に詳しいだけであると気づき、東京の地図を懐に忍ばせながら記者生活を送った。同時に猛烈に本を読み始める。
1914年（大正3年）前後に講談倶楽部や都新聞に山野芋作の筆名で小説を発表しはじめ、1922年（大正11年）以降は菊池寛の助言を受け、長谷川伸として作品を発表するようになる。
1925年（大正14年）都新聞を退社して作家活動に入る。同年に、大衆文芸を振興する二十一日会の結成に尽力。このころ周囲で亡くなる人が相次ぎ、自らの体調も思わしくなく、以前易者に言われた死期に近付いていることなどから、もうすぐ死ぬのではないかという思いにかられ、「どうせ死ぬなら、生まれて初めて自分が自分の体に奉公しよう。ダメなら大道で天ぷら屋でも始めればいい」と考えて、1926年（大正15年）には都新聞社を退社、以後作家活動に専念した。困難の次には困難でないことが起こるということを苦しい生い立ちから学び、前途が乏しいときほど力で出る、と長谷川は語っている。
五反田で芸者屋を営んでいた妻・まさえが亡くなり、自殺を考えるほどのスランプから小説が書けなくなり、脚本を書き始める。いくつかが上演されたのち、沢田正二郎が演じた『掏摸（すり）の家』の好評をきっかけに、劇作家として徐々に話題を集め、『沓掛時次郎』など、次々とヒット作を世に送り一時代を築く。
1927年（昭和2年）、江戸川乱歩、土師清二、小酒井不木、国枝史郎らと耽綺社を設立し、大衆文学の合作を試みる。また1933年（昭和8年）には二十六日会を結成。参加メンバーは土師清二、甲賀三郎、湊邦三、藤島一虎、北条秀司、谷屋充、大村清、村上元三、小菅一夫、矢田弥八、西川清之、池波正太郎、広瀬五郎、浜田秀三郎、穂積驚、村松駿吉、山手樹一郎、山岡荘八らであり、大衆文芸や演劇の向上を目的とした活動においてもその名が知られるようになる。また、他に主宰していた小説勉強会新鷹会の門下生には長谷川幸延、村上元三、山手樹一郎、山岡荘八、戸川幸夫、河内仙介、平岩弓枝、池波正太郎、西村京太郎、武田八洲満らが名を連ねた。
1934年（昭和9年)、たった一度だけ劇場の廊下で出会った作家の松本恵子から手紙が届く。封を開ける前に「母親の居所がわかったのだ」という啓示があったという。手紙を読み終えると「熱海に行く」と妻・七保に言い残し、ひとり家を出る。誰もいない温泉に入り、湯から出ようと立ち上がったとき突然滂沱の涙があふれ、翌日まで部屋で呆然と過ごしたのち、帰京後、母と会うことを決心。牛込にある母親の再婚先を訪ね、再会を果たす。異父弟の三谷隆正（法学者）、三谷隆信（官僚）とも面談する。この再会を朝日新聞の記者がすっぱ抜き、新聞紙上を賑わせた。
1938年（昭和13年）8月、内閣情報部が22人の従軍文士を決定。選に漏れた長谷川らが海軍に従軍願いを出した結果、同年10月までに他の大衆作家や映画監督とともに従軍が認められた。戦後、1949年（昭和24年）5月から1950年（昭和25年）5月まで『大衆文芸』にて「日本捕虜志」を連載。
1963年（昭和38年）、風邪から肺炎を併発し、聖路加国際病院で死去。79歳没。遺志により1966年（昭和41年）には長谷川伸賞が設立された。またやはり長谷川の遺志により財団法人・新鷹会が設立された。

## 人物
もっとも影響を受けた弟子のひとり、池波正太郎は師・長谷川伸との思い出を多数のエッセイに書いており、池波が作家を志したときには、長谷川から「（作家は）男のやる仕事としては、かなりやり甲斐のある仕事だよ。もし、この道へ入って、このことを疑うものは、成功を条件としているからなんで、好きな仕事をして成功しないものならば男一代の仕事ではないということだったら、世の中にどんな仕事があるだろうか。こういうことなんだね。ま、いっしょに勉強しましょうよ」と激励されている。1912年（明治45年）、分家した。東京在籍。
小唄研究家の湯朝竹山人とは3回くらいしか会ったことはなかったが、不遇だった竹山人が亡くなるまで物質的な支援をしていたという美談がある。

## 受賞
- 1956年 第4回菊池寛賞（多年の文学活動とその著作『日本捕虜志』)[5]
- 1962年 朝日文化賞（多年にわたる演劇界への貢献）[5]

## 家族・親族
長谷川家（丸に蔦紋）
神奈川県横浜市、東京都
- 大伯父・秀造（1811年-1888年） ‐ 父方祖母の兄。番匠。土木建築請負業「駿河屋」主人。越後蒲原郡弥彦で、藤治右衛門と里乃の嫡男として生まれる。13歳で大工見習になり、14、5歳で大工修行の旅に出、天保10年、29歳のときに手掛けた下野国日光街道間々田宿の間々田八幡宮の造営により京都白川殿から免許を得、長谷川大和知重となり、間々田に21年住む。1859年、49歳で開港に合わせて横浜に転居し、茶商人駿河屋原田新兵衛の手引きで弁天通に店を開き、妹婿の新造に材木屋、自身は請負業を手掛けた。幕府瓦解まで幕府の御用を勤めた。1870年、61歳の時には日ノ出町に屋敷と蔵を建て、世話になった駿河屋の名を屋号とした材木屋も営んだ。晩年脳溢血で倒れ、家計が傾いた。墓所は赤門東福寺。

実弟があったが、一人は強盗殺人で網走刑務所に収監後その地に土着、もう一人は盗みで収監後獄死した。
- 祖父・新造（1891年1月10日没） ‐ 秀造の妹のち(1889年11月12日没)の夫。「駿河屋」の材木屋を担当。[13]
- 父・寅之助（1917年3月15日没）[2] ‐ 「駿河屋」を継ぐが、のちに煙草と雑貨の店を開く。一族の柱だった秀造が倒れて以降遊興を知り、妻が去り、芸者のなつと再婚。[1][14]
- 母・こう（1862年-1946年） ‐ 神奈川県和泉村の豪農・横山谷右衛門の四女。寅之助との間に二男一女を儲けたが離婚し、横浜の生糸商・三谷宗兵衛と再婚。
- 兄・日出太郎（1869年-1912年8月2日） ‐ 横浜弁天通りの生糸商「木村商店」勤務。43歳で死去。[15][16]
- 弟？ 音吉 - 1882年7月23日没
- 妹・ふじ ‐ 1888年12月2日夭折
- 養子
  - 富士雄（東京、長谷川まさゑの私生児[2]、妻・節子は伸の兄・長谷川日出太郎の長女[3]）

1902年 -
  - 美津枝（新潟、長谷川定吉の二女、真山青果の長男の妻）[2]

1917年 -
- 孫（養子・富士雄の長女）[2][3]
- 一夫

親戚
- 真山青果（劇作家） ‐ 養女の舅。[2]
- 三谷隆正（教育者） - 異父弟
- 三谷隆信（外務官僚）- 異父弟
- 三谷民子（教育者） ‐ 隆正、隆信の異母姉

## 主な作品

### 小説・随想
- 『地獄絵巻』 春陽堂、1924年
- 『夜もすがら検校』 春陽堂、1924年、のち旺文社文庫
- 『どろんの道』 春陽堂、1925年
- 『討たせてやらぬ敵討』 春陽堂、1925年
- 『敵討鑓諸共』 春陽堂、1926年
- 『戦国行状』 春陽堂、1926年
- 『弱い奴強い奴』 至玄社、1926年
- 『血白粉』 南宋書院、1927年
- 『舶来巾着切』 春陽堂、1927年
- 『善悪半代記』（『闇の巣』改題） 至玄社、1927年
- 『日染月染』 平凡社、1929年
- 『股旅草鞋』 平凡社、1929年
- 『中山七里』 舞台戯曲十月号、1929年
- 『関の弥太っぺ』 新潮社、1930年
- 『一本刀土俵入』 中央公論社、1931年。「中央公論」6月号に発表。
- 『紅蝙蝠』 朝日新聞社、1931年、のち徳間文庫
- 『戸並長八郎』 朝日新聞社、1931年、のち徳間文庫
- 『源太時雨』 博文館、1931年
- 『馬頭の銭』 大日本雄弁会講談社、1931年
- 『刺青奇偶』 中央公論社、1932年
- 『白鷺往来』 全線社書房、1932年
- 『濡れ闇の男』 中央公論社、1932年
- 『伊太八縞』 全線社書房、1932年
- 『鼠小僧唄祭』 新小説社、1933年
- 『喧嘩駕籠』 改造社、1933年
- 『段七しぐれ』 新小説社、1933年
- 『刺青判官』 改造社、1933年
- 『角兵衛物語』 改造社、1933年
- 『雪の渡り鳥』 春陽堂（日本小説文庫）、1933年
- 『白夜低唱』 新小説社、1933年
- 『伝法ざむらひ』 新小説社、1934年
- 『母親人形』 新小説社、1934年
- 『随筆 耳を掻きつゝ』 新小説社、1934年
- 『直八こども旅』 旧・新潮文庫、1934年
- 『股旅新八景』正・続、新小説社、1935年、のち光文社文庫・講談社文庫
- 「大衆文学名作選」第2巻『沓掛時次郎』など、平凡社、1935年
- 「昭和長篇小説全集」第8巻『道中女仁義』、新潮社、1935年
- 「維新歴史小説全集」第6巻『寺田屋騒動』、改造社、1936年
- 『藁人形の婿』 サイレン社、1936年
- 『瞼の母』 新小説社、1936年
- 『人斬り伊太郎』 一誠社、1937年
- 『股旅の跡』 書物展望社、1937年
- 『長八郎絵巻』 新潮社、1939年
- 『玄武館の人々 史実小説』 交蘭社、1940年
- 『一本刀武者修行』 大道書房、1941年
- 『源太左衛門兄弟・夜渡り鳥』 非凡閣（新作大衆小説全集）、1941年
- 『敵討八景』 春陽堂文庫、1941年
- 『七尺六寸の男』 春陽堂文庫、1941年
- 『上杉太平記』 新小説社、1941年、のち徳間文庫
- 『二十九年目の仇撃』 大道書房、1942年
- 『佐幕派史談』 大道書房、1942年、のち中公文庫
- 『浜田弥兵衛』 天佑書房、1942年
- 『居留地』 [17] 白林書房、1943年
- 『相楽総三とその同志』（『江戸幕末志』改題） 新小説社、1943年、改版1968年、のち中公文庫、講談社学術文庫
- 『国姓爺　芝虎の巻』 大道書房、1943年、のち徳間文庫
- 『背中の女』 桜書房、1947年
- 『国定忠次』 江戸書院、1947年
- 『素材雑載』 静書房、1947年
- 『足尾九兵衛の懺悔』（『狼九五郎』『狼』改題） 新小説社、1947年。のち『狼  足尾九兵衛の懺悔』旺文社文庫
- 『鼠小僧唄祭』 中川書店、1948年
- 『甲斐の角兵衛』 東書房、1948年
- 『ランプ虎』 新小説社、1948年
- 『飛び吉道中』 森下書房、1948年
- 『振分け小平』 矢貴書店、1948年
- 『切られ与三郎』 紫書房、1948年
- 『定九郎仲蔵』 南有書房、1948年
- 『提灯と女』 新橋文庫、1948年
- 『明治の探偵』 中川書店、1948年
- 『八丈つむじ風』 湊書房、1949年
- 『荒木又右衛門』 河出書房、1951年、のち徳間文庫、講談社文庫、人物文庫
- 『源太とぴん介』 新小説社（新小説文庫）、1951年
- 『捕物・おかめの面』 新小説社（新小説文庫）、1951年
- 『旗本くづれ』 湊書房、1951年
- 『ある市井の徒』 朝日新聞社、1951年、のち中公文庫、『ある市井の徒・新コ半代記』旺文社文庫
- 『殴られた石松』 同光社（大衆文学名作選）、1951年、のち徳間文庫
- 『ちんば股旅』 同光社磯部書房、1952年
- 『ふるさと鴉』 同光社磯部書房、1952年
- 『七つの捕り物』 東方社、1952年
- 『よこはま白話』 北辰堂、1954年
- 『稲葉小僧新介』 同光社、1954年
- 『浪人祭』 同光社、1954年
- 『狼九五郎』 光の友社、1954年
- 『眼の中の女』 同光社（大衆小説名作選）、1955年
- 『蹴手繰り音頭』 同光社、1955年
- 『日本捕虜志』 新小説社、1955年、のち中公文庫（上下）
- 『なりひら鬼』 同光社（長篇時代小説全集）、1955年
- 『まむしのお政』 桃源社（新撰大衆小説全集）、1955年
- 『四条河原の荒木又右衛門』 宝文館（ラジオ・ドラマ新書）、1955年
- 『自伝随筆』 宝文館、1956年
- 『素材素話』 青蛙房、1956年
- 『戦国行状』 同光社（大衆小説名作選）、1956年
- 『生きている小説』 光文社、1958年、のち中公文庫
- 『江戸と上総の男』 光風社、1960年
- 『相馬大作と津軽頼母』 時事通信社、1962年、新版1975年、のち徳間文庫
- 『印度洋の常陸丸』 新小説社、1962年、のち中公文庫
- 『日本敵討ち異相』 中央公論社、1963年、のち中公文庫、角川文庫。解説伊東昌輝
  - 『日本敵討ち集成』（伊東昌輝編） 角川文庫、2018年。未刊行の続編
- 『我が「足許提灯」の記』 時事通信社、1963年
- 『随筆 石瓦混肴』 新小説社、1964年、のち中公文庫
- 『私眼抄』 人物往来社、1967年
- 『越後獅子祭』
- 『四斗谷平次』
- 『堀の小伝』
- 『三代目扇歌と女』
- 『横浜租界』（『代表作時代小説』東京文芸社に所収）
- 『瞼の母・沓掛時次郎』 ちくま文庫　1994年。全6篇

### 歌舞伎
- 『暗闇の丑松』

### 作品集
- 『長谷川伸戯曲集』全4巻　新小説社、1935年
- 『現代日本小説全集 長谷川伸集』アトリヱ社、1937年
  - 『天明旗本傘』ほか
- 『長谷川伸代表作選集』全10巻　同光社磯部書房、1952−54年
- 『大衆文学代表作全集 第17巻　長谷川伸集』河出書房、1955年
- 『長谷川伸戯曲集』（上下）、新小説社、1960年。限定版
- 『長谷川伸全集』 朝日新聞社（全16巻）、1971–72年。各巻解説・村上元三
- 『昭和国民文学全集5 長谷川伸集』 筑摩書房、1974年
  - 『荒木又右衛門・まむしのお政』
- 『日本歴史文学館16 長谷川伸』 講談社、1988年　
  - 『相楽総三とその同志・相馬大作と津軽頼母』
- 『長谷川伸傑作選』全3巻　国書刊行会、2008年
  - 『1 瞼の母』ほか戯曲全七篇
  - 『2 股旅新八景』ほか短編全九篇
  - 『3 日本敵討ち異相』ほか史伝

## 関連書籍
- 佐藤忠男『長谷川伸論－義理人情とはなにか』 岩波現代文庫、2004年。旧版は、中央公論社および中公文庫
- 池波正太郎『男のリズム』 角川文庫、新版2006年
- 山折哲雄『義理と人情 〜長谷川伸と日本人のこころ〜』 新潮選書、2011年
- 平岡正明『長谷川伸はこう読め！　メリケン波止場の沓掛時次郎』 彩流社、2011年
  - 旧版『長谷川伸　メリケン波止場の沓掛時次郎』 リブロポート：シリーズ民間日本学者、1987年
- 鳥居明雄『長谷川伸の戯曲世界　沓掛時次郎・瞼の母・暗闇の丑松』ぺりかん社、2016年
- 小林まこと『劇画・長谷川伸シリーズ』講談社
  - 『関の弥太ッペ』2009年
  - 『沓掛時次郎』2010年
  - 『一本刀土俵入』2011年
  - 『瞼の母』2013年

## 暗闇の丑松
『暗闇の丑松』は長谷川伸作の歌舞伎作品。1931年（昭和9年）東京劇場で初演。初演時の丑松役は六代目尾上菊五郎。映画化、テレビドラマ化もされている。